# Злыдниченко, Григорий Семенович
Григорий Семенович Злыдниченко (1896—1993) — участник Первой мировой войны, Гражданской войны 1917—1922, и Второй мировой войны.

## Биография
Родился в крестьянской семье в селе Сергеевка, Бахмутского уезда, Екатеринославской губернии. В Сергеевке закончил церковно-приходскую школу.
В 1915 году был призван на фронт Первой мировой войны, за боевые заслуги был награждён Георгиевским крестом. Воевал на Кавказском фронте.
В 1917 году дезертировал из части. В 1918 году присоединился к революционному конному отряду Будённого. В отряде Будённого воевал на Дону за Ростов и Краснодар.
В 1920 году был кавалеристом в Второй конной армии, воевал на врангелевском фронте, принимал участие в Перекопо-Чонгарской операции. После занятия Крыма большевиками Григорий в составе 2-й армии боролся с Революционно повстанческой армией Н. Махно.
В 1921 году вернулся в родное село Сергеевку и женился. Его первая жена умерла при родах вместе с ребёнком. В родном селе работал печником. Однажды Григория пригласили в Каменку сделать печь, там он познакомился с вдовой, у которой было двое детей, он женился на ней, вторая жена родила двоих сыновей и дочь. После свадьбы он переехал в Каменку, где выращивал лошадей и занимался конным спортом.
В октябре 1941 года, когда бои с нацистской Германией уже шли вблизи Днепра, Григорий отправился на Дон,взяв с собой табун лошадей. Прибыв на Дон, командиру полка по акту передал лошадей, а сам с актом передачи пешком пошел домой. Вернувшись домой, он понял, что акт передавать некому — село было оккупировано Германией. Пережив оккупацию, Григорий в 1943 году добровольцем ушел в ряды Советской Армии. В армии он служил кавалеристом, получил звание младший сержант. Дважды награждён за конную разведку.
В 1944 году принимал участие в Крымской наступательной операции, штурмовал Сиваш, за что был награждён медалью. Последние боевые действия с участием Григория закончились в Будапеште в 1945 году.
После демобилизации вернулся в Каменку, где работал в колхозе конюхом. Злыдниченко со своими питомцами побывал в Москве на ВДНХ.
В 1993 году Григорий умер, похоронен в Каменке.

## Награды
Российская империя
- Георгиевский крест

СССР
- Медаль «За отвагу»[5]